# Vicariato apostolico di Requena
Il vicariato apostolico di Requena (in latino: Vicariatus Apostolicus Requenaënsis) è una sede della Chiesa cattolica in Perù immediatamente soggetta alla Santa Sede. Nel 2022 contava 146.000 battezzati su 166.000 abitanti. È retto dal vescovo Alejandro Adolfo Wiesse León, O.F.M.

## Territorio
Il vicariato apostolico comprende le province di Requena e Ucayali nella regione peruviana di Loreto.
Sede del vicariato è la città di Requena, dove si trova la cattedrale di Sant'Antonio di Padova.
Il territorio è suddiviso in 8 parrocchie.

## Storia
Il vicariato apostolico è stato eretto il 2 marzo 1956 con la bolla Cum petierit di papa Pio XII, in seguito alla divisione del vicariato apostolico di Ucayali.

## Cronotassi dei vescovi
Si omettono i periodi di sede vacante non superiori ai 2 anni o non storicamente accertati.
- Valeriano Ludovico Arroyo Paniego, O.F.M. † (26 gennaio 1957 - 26 novembre 1973 ritirato)
- Odorico Leovigildo Sáiz Pérez, O.F.M. † (26 novembre 1973 - 15 maggio 1987 ritirato)
- Victor de la Peña Pérez, O.F.M. † (15 maggio 1987 - 30 luglio 2005 dimesso)
- Juan Tomás Oliver Climent, O.F.M. (30 luglio 2005 succeduto - 4 giugno 2022 dimesso)
- Alejandro Adolfo Wiesse León, O.F.M., dal 4 giugno 2022

## Statistiche
Il vicariato apostolico nel 2022 su una popolazione di 166.000 persone contava 146.000 battezzati, corrispondenti all'88,0% del totale.
| anno | popolazione | popolazione | popolazione | presbiteri | presbiteri | presbiteri | presbiteri                | diaconi | religiosi | religiosi | parrocchie |
| anno | battezzati  | totale      | %           | numero     | secolari   | regolari   | battezzati per presbitero | diaconi | uomini    | donne     | parrocchie |
| ---- | ----------- | ----------- | ----------- | ---------- | ---------- | ---------- | ------------------------- | ------- | --------- | --------- | ---------- |
| 1966 | 65.754      | 67.754      | 97,0        | 20         |            | 20         | 3.287                     |         |           | 32        | 9          |
| 1970 | 88.000      | 89.000      | 98,9        | 18         |            | 18         | 4.888                     | 1       | 20        |           |            |
| 1976 | 88.000      | 90.000      | 97,8        | 15         |            | 15         | 5.866                     | 1       | 21        | 26        | 9          |
| 1980 | 93.800      | 97.600      | 96,1        | 12         |            | 12         | 7.816                     | 3       | 17        | 24        | 9          |
| 1990 | 91.700      | 100.000     | 91,7        | 6          | 1          | 5          | 15.283                    |         | 9         | 23        | 8          |
| 1999 | 107.000     | 122.000     | 87,7        | 10         | 3          | 7          | 10.700                    |         | 8         | 21        | 8          |
| 2000 | 108.000     | 124.000     | 87,1        | 9          | 4          | 5          | 12.000                    |         | 6         | 21        | 8          |
| 2001 | 110.000     | 125.000     | 88,0        | 7          | 2          | 5          | 15.714                    |         | 7         | 20        | 8          |
| 2002 | 111.000     | 127.000     | 87,4        | 7          | 2          | 5          | 15.857                    |         | 10        | 19        | 8          |
| 2003 | 113.000     | 130.000     | 86,9        | 7          | 2          | 5          | 16.142                    |         | 10        | 20        | 8          |
| 2004 | 120.000     | 135.000     | 88,9        | 8          | 2          | 6          | 15.000                    |         | 13        | 25        | 8          |
| 2010 | 128.000     | 145.000     | 88,3        | 7          | 1          | 6          | 18.285                    |         | 13        | 21        | 8          |
| 2014 | 133.000     | 151.700     | 87,7        | 14         | 6          | 8          | 9.500                     |         | 14        | 20        | 8          |
| 2017 | 137.350     | 156.650     | 87,7        | 7          | 2          | 5          | 19.621                    |         | 13        | 21        | 8          |
| 2020 | 141.700     | 161.700     | 87,6        | 6          | 2          | 4          | 23.616                    |         | 9         | 22        | 8          |
| 2022 | 146.000     | 166.000     | 88,0        | 7          | 2          | 5          | 20.857                    |         | 8         | 19        | 8          |